# Ками (Кочи)
 Ками  (јап. 香美市) град је у Јапану у префектури Кочи. Према попису становништва из 2003. у граду је живело 30.591 становника.

## Становништво
Према подацима са пописа, у граду је 2003. године живело 30.591 становника.
| 1995.  | 2000.  | 2005.  |
| ------ | ------ | ------ |
| 31.076 | 31.175 | 30.257 |